# 付华廷
付华廷（1947年10月—），山东临沂人，汉族，中华人民共和国政治人物、第十二届全国人民代表大会黑龙江地区代表。
毕业于齐齐哈尔农学院经济管理专业，加入中国共产党。2013年，被选为全国人大代表。